# Trite planiceps
Trite planiceps  (лат.) — вид пауков-скакунов Новой Зеландии.

## Описание
Длина тела самок и самцов варьирует от 6 до 14 мм. У самцов передние ноги удлиненные. Демонстрируют разнообразное поведение, самцы устраивают ритуализированные дуэли.
В то время как большинство пауков-скакунов полагается, главным образом, на их очень острое зрение, T. planiceps, охотящийся на свою добычу ночью в темноте, вероятно полагается на вибрирующие сигналы. В отличие от типичных своих собратьев по семейству, они не делают ночные убежища из паутинных сетей. Встречается на листьях новозеландского льна (Phormium tenax).

## Распространение
Эндемики Новой Зеландии.